# Joachim Hahne
Joachim Hahne (* 27. April 1937) ist ein deutscher Maschinenbauingenieur, Schiffsingenieur und Hochschullehrer für Sicherheitstechnik im Seeverkehr sowie Autor, Mitautor und Herausgeber maritimer Fachliteratur mit thematischem Bezug zur Schiffssicherung.

## Leben und Wirken
Joachim Hahne studierte Schiffsmaschinenbau in Rostock und war von 1965 bis 1975 als Schiffsingenieur und wissenschaftlicher Mitarbeiter bei der Deutschen Seereederei Rostock (DSR) tätig. Von 1969 bis 1974 war er in der Aspirantur mit Promotion an der Universität Rostock mit der Dissertation „Untersuchungen über die Steuerbarkeit von Frachtschiffen und Vergleich mit Modellversuchsergebnissen“. Anschließend wirkte Hahne als wissenschaftlicher Mitarbeiter und Dozent von 1975 bis 1981 im Fachgebiet Schiffssicherheit an der Ingenieurhochschule für Seefahrt Warnemünde/Wustrow (IHS). Nach seiner Habilitation 1980 war er von 1982 bis 1992 in Warnemünde Professor für Schiffssicherheit.
An dem 1991 in Warnemünde gegründeten Institut für Sicherheitstechnik/Schiffssicherheit e. V. Rostock (ISV Rostock) war Hahne von 1993 bis 2003 wissenschaftlicher Leiter. Zudem lehrte er ab 1994 an der Bergischen Universität Wuppertal als Privatdozent im Fachgebiet Sicherheitstechnik im Seeverkehr.
Hahne war Gründungsmitglied und der erste Geschäftsführer der 1997 in Warnemünde gegründeten Ingenieurgesellschaft für Maritime Sicherheitstechnik und Management mbH (MARSIG mbH) zur Entwicklung und Vertrieb maritimer Sicherheitstechnik und damit verbundener Serviceleistungen sowie Know-how- und Technologietransfer.

## Publikationen (Auswahl)
- Untersuchungen über die Steuerbarkeit von Frachtschiffen und Vergleich mit Modellversuchsergebnissen. Dissertation A, Universität Rostock 1973 (DNB 570350050 ).
- Einflußfaktoren auf die Wirksamkeit von kollektiven Rettungsmitteln, insbesondere automatisch aufblasbaren Rettungsflößen. Dissertation B, Universität Rostock 1980 (DNB 212896210 ).
- als Hrsg./Leiter des Autorenkollektivs: Überleben auf See. Transpress Verlag Berlin, 1. Auflage 1985 (DNB 850440726).
- als Hrsg./Leiter des Autorenkollektivs: Feuer an Bord. Grundlagen zum aktiven Brandschutz auf Seeschiffen. Transpress Verlag, Berlin 1988 (DNB 881371637 ).
- Rettung aus Seenot. In: Urania Universum. Band 32. Urania-Verlag, Leipzig 1986 (ISSN 0500-6988), S. 159–166.[6]
- Fährunglück vor Zeebrügge. In: Rolf Schönknecht: Magazin Trans Schiffahrt  VEB Transpress Verlag für Verkehrswesen, Berlin 1989, S. 52–59, (DNB 015942821).
- Abschnitt 11 – Sicherheitsanlagen. mit Rudolf Friedl; Abschnitt 11.1 – Allgemeines. (S. 464–465); Abschnitt 11.3 – Brandmeldeanlagen. (S. 469–473) sowie Abschnitt 11.4 – Feuerlöschmethoden und -mittel. (S. 473–475) als Mitautor. In: Eckard Moeck (Hrsg.): Schiffsmaschinenbetrieb. Verlag Technik, Berlin 1990, ISBN 3-341-00804-7.
- BAuA (Hrsg.) / Joachim Hahne (Mitwirkender): Bilanzierung arbeitsorganisatorischer Defizite in der Seeschiffahrt (Fb 839). Wirtschaftsverlag für neue Wissenschaft, Bremerhaven 1999 (DNB 957555040 ).
- BAuA (Hrsg.) / Joachim Hahne (Mitwirkender): Risikomanagement in Notfallsituationen an Bord von Seeschiffen (Fb 971). Wirtschaftsverlag für neue Wissenschaft, Bremerhaven 2003, ISBN 3-89701-917-5. (DNB 966195523 ).
- als Hrsg.: Handbuch Schiffssicherheit. Erkennen, Bewerten, Entscheiden, Handeln. Seehafen Verlag Hamburg, 2006; 2. komplett neu überarb. Neuauflage 2012, ISBN 978-3-87743-832-9.
- mit Holger Steinbock: Feuerlösch- , Sicherheits-, Rettungseinrichtungen. In: Hansheinrich Meier-Peter, Frank Bernhardt (Hrsg.): Handbuch Schiffsbetriebstechnik. Betrieb – Überwachung – Instandhaltung. Seehafen Verlag, Hamburg, 2. Aufl. Hamburg 2008, ISBN 978-3-87743-823-7, S. 957–992.